# Resistance Records
Resistance Records est un label discographique fondé en 1993 et basé au Texas.